# Князи (Витебская область)
Князи (бел. Кня́зі) — деревня в Витебском районе Витебской области Беларуси. Входит в состав Вымнянского сельсовета. Расположена в 38 км от железнодорожной станции Витебск, в 32 км от Витебска. Вблизи протекает река Зайбушка.

## История
Будучи фольварком в первую половину XIX века входил в состав имения Вымно. В 1842 году во владении помещицы Домицеле Роля. Кроме Князей в фольварк входили Клетище и Павлюченки.
В 1878 году в Князях католик Иван Станиславович Роля владел 261 десятинами земли, католик Новодворский Раймунд Казимиров — 20. В 1905 году было 132 десятины удобной земли, одна десятина неудобной и 122 десятины заняты лесами.
В 1906 году Князи с 260 десятинами удобной земли принадлежали Вымнянскому сельскому обществу.
С 20 августа 1924 года деревня Князи — центр сельсовета Суражского района Витебского округа.
В 1924 году дети ходили в школу 1-й ступени соседней деревни Котово.
В 1936 году в Князи были переселены жители населённых пунктов Первая пятилетка и Трактир, а в 1939 году — Болотники.
Во время Великой Отечественной войны было уничтожено 40 дворов. В Германию вывезено два человека. На фронте погибло 15 человек. Деревня была освобождена 20 декабря 1943 года.
В 1957 году на братской могиле советских воинов был установлен обелиск.
С 20 января 1960 года относится к Вымнянскому сельсовету Витебского района Витебской области.
В 2003 году в составе коммунального унитарного сельхозпредприятия «Вымно».

## Население
- 1846 год — 85 человек;
- 1906 год — 235 человек;
- 1926 год — 335 человек;
- 1941 год — 182 человека;
- 1969 год — 142 человека;
- 1999 год — 66 человек;
- 2003 год — 64 человека;
- 2009 год — 49 человек;
- 2018 год — 30 человек;
- 2019 год — 29 человек.